# Antenne Bergstraße
Antenne Bergstraße ist seit 2001 das einzige Veranstaltungsradio an der Bergstraße. Das Radio ist ein medienpädagogisches Projekt, das Laien durch Mitmachen einen Einblick in die Welt des Radios bieten soll.
Gesendet wird aus dem Radiostudio der Europaschule Schuldorf Bergstraße in Seeheim-Jugenheim. Etwa 200 ehrenamtliche Radiomacher aller Altersstufen gestalten jährlich rund 800 Sendungen.

## Veranstaltungsradio
Antenne Bergstraße ist ein zeitlich begrenztes Rundfunkprogramm, das anlässlich einer mehrtägigen Veranstaltung sendet. Im Jahr 2013 erfolgte dies zur Ökumenischen Friedensdekade. Das 24-Stunden-Liveprogramm aus redaktionell aufbereiteten Themen und vielfältiger Musik wurde während der jährlich zehntägigen Sendezeit bis einschließlich 2014 über eine UKW-Frequenz in Stereo ausgestrahlt. Die Sendelizenz erteilte die Hessische Landesanstalt für privaten Rundfunk und neue Medien (LPR) in Kassel. Seit 2015 sendet Antenne Bergstraße als reines Internetradio und seit 2018 wieder auf UKW.

## Hessentagsradio 2014 in Bensheim
Der Hessentag 2014 in Bensheim wurde von Antenne Bergstraße offiziell begleitet. Während des Hessentages informierte und unterhielt der Sender rund um das Volksfest an der Bergstraße.

## Programm
Antenne Bergstraße deckt verschiedene Themen wie Jugend, Kirche und Politik sowie zu jeder vollen Stunde von 6 bis 9, 12 bis 14 und 16 bis 18 Uhr die Nachrichten mit Themen von der Bergstraße, Deutschland und der Welt ab, die von ehrenamtlichen Radiomachern selbst recherchiert und vorbereitet werden.

## Empfang
Antenne Bergstraße sendet vom Süden Darmstadts bis nach Weinheim entlang der Bergstraße. Hier kann man das Programm terrestrisch auf der UKW-Frequenz 91,7 MHz empfangen. Seit 2023 wird das Programm zusätzlich für Heppenheim auf 92,4 MHz ausgestrahlt. Außerdem ging am 1. Oktober 2023 das dauerhaft empfangbare Webradio auf Sendung.

## Geschichte
Antenne Bergstraße ging erstmals am 21. Oktober 2001 unter dem Namen Radio Melibokus auf Sendung. Zur zehntägigen Sendewoche im Jahr 2011 erfolgte der Namenswechsel. Seit März 2017 ist Antenne Bergstraße ein eingetragener Verein.